# Onager (wapen)

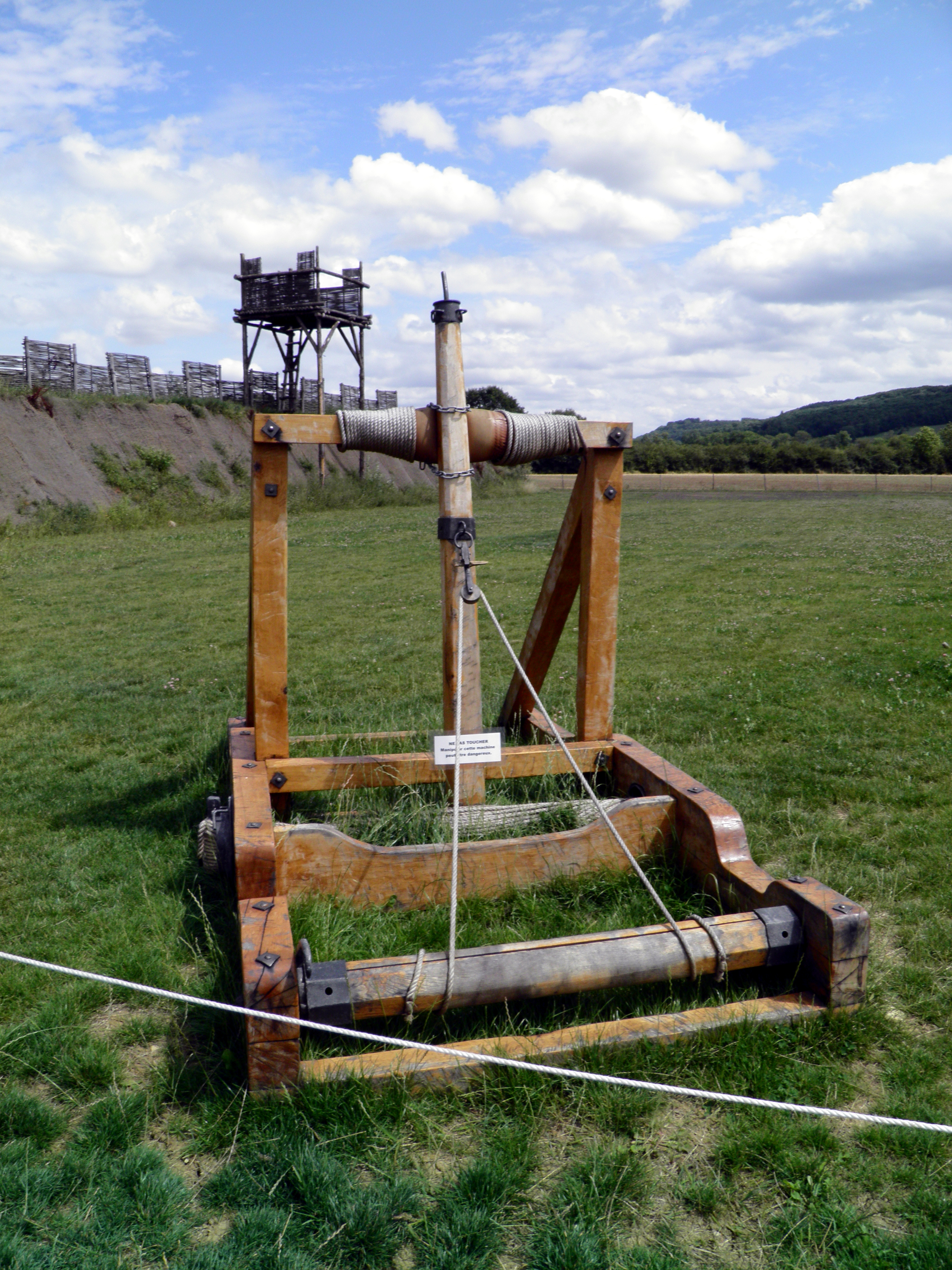
Replica van een onager bij Alesia.

De onager is een Romeins torsie-artilleriewapen. Het belegeringswapen is net als alle andere artilleriewapens uit de oudheid een katapult; een wapen dat gebruikmaakt van mechanische energie om projectielen weg te schieten. De onager dankt zijn naam aan de schoppende beweging van de machine bij het wegslingeren van het projectiel, gelijk aan die van een onager, een wilde ezelsoort.

## Geschiedenis
De eenarmige torsiekatapult was in de 3e eeuw v.Chr. al bekend, maar deze Griekse monankon werd pas in de 1e eeuw in enig detail beschreven. De duidelijkste beschrijving van de onager is te vinden in de Res gestae van de 4e-eeuwse Romeinse historicus Ammianus Marcellinus. Sommige onderzoekers menen dat de onager pas in de 3e of 4e eeuw verscheen, maar dat is vrijwel zeker onjuist.
Tot in de late republiek was de rol van artillerie in het Romeins leger beperkt. Pas ten tijde van Julius Caesar begon artillerie een belangrijke plaats in het leger in te nemen. Caesar zette tijdens het beleg van Alesia in 52 v.Chr. katapulten in en in de tijd van Augustus was veldartillerie volledig in het Romeins leger geïntegreerd. In de Joodse oorlog zette Vespasianus tijdens het beleg van Jotapata in het jaar 67 160 steenwerpende onagers en pijlwerpende ballista's in. Onder dit artilleriegeweld werden de Joodse verdedigers niet alleen van de stadsmuren verdreven maar ook van de gronden achter de muren.
Volgens de Romeinse schrijver Vegetius had elke cohort in een legioen een onager. Een compleet legioen zou dan tien onagers hebben. Onagers werden klaar voor gebruik op door ossen getrokken wagens vervoerd. Ammianus schrijft dat naast de schutter, die de slingerarm losslaat, acht man nodig waren om de onager aan te spannen, vier aan elke zijde.

## Beschrijving

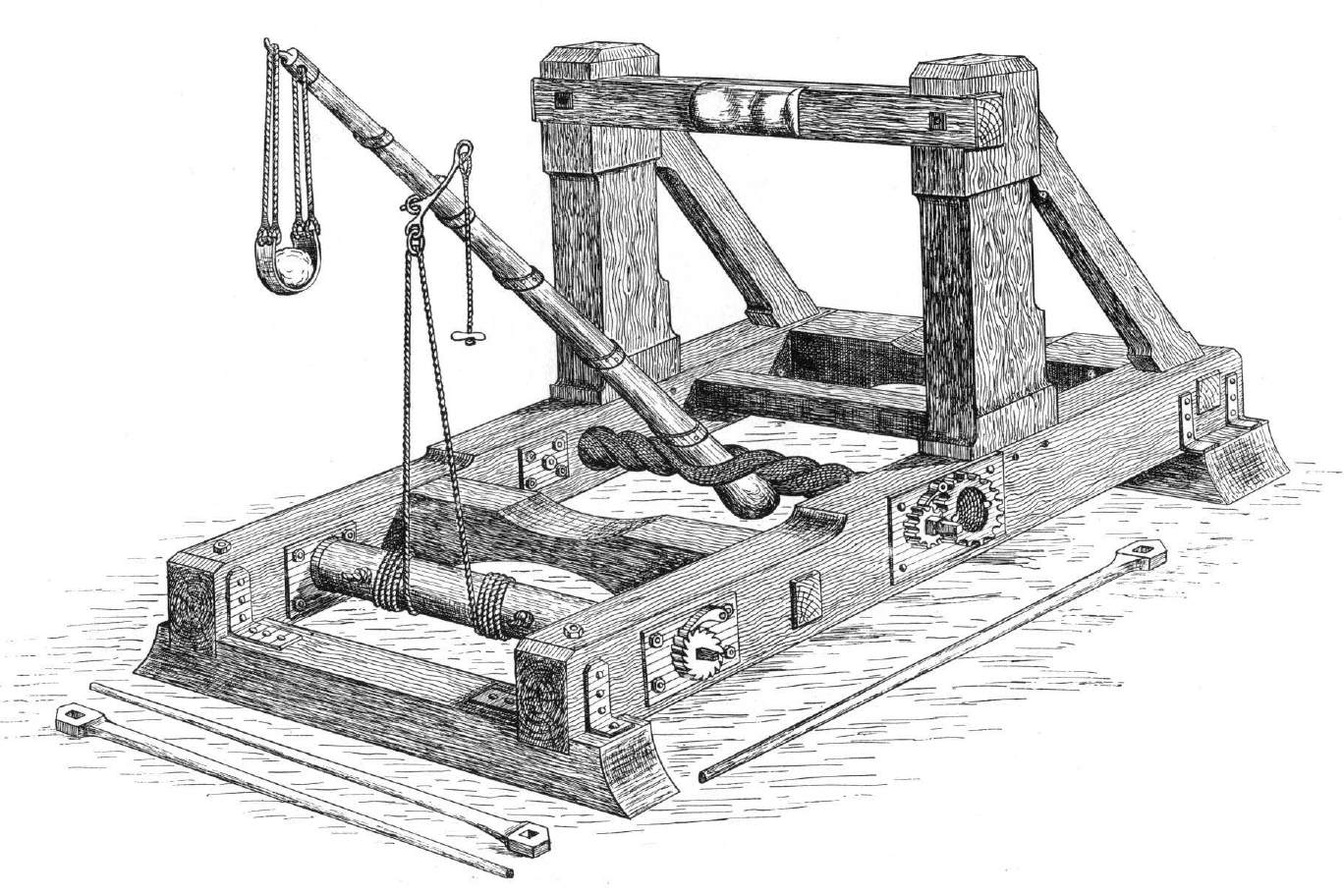
Onager volgens Payne-Gallwey.

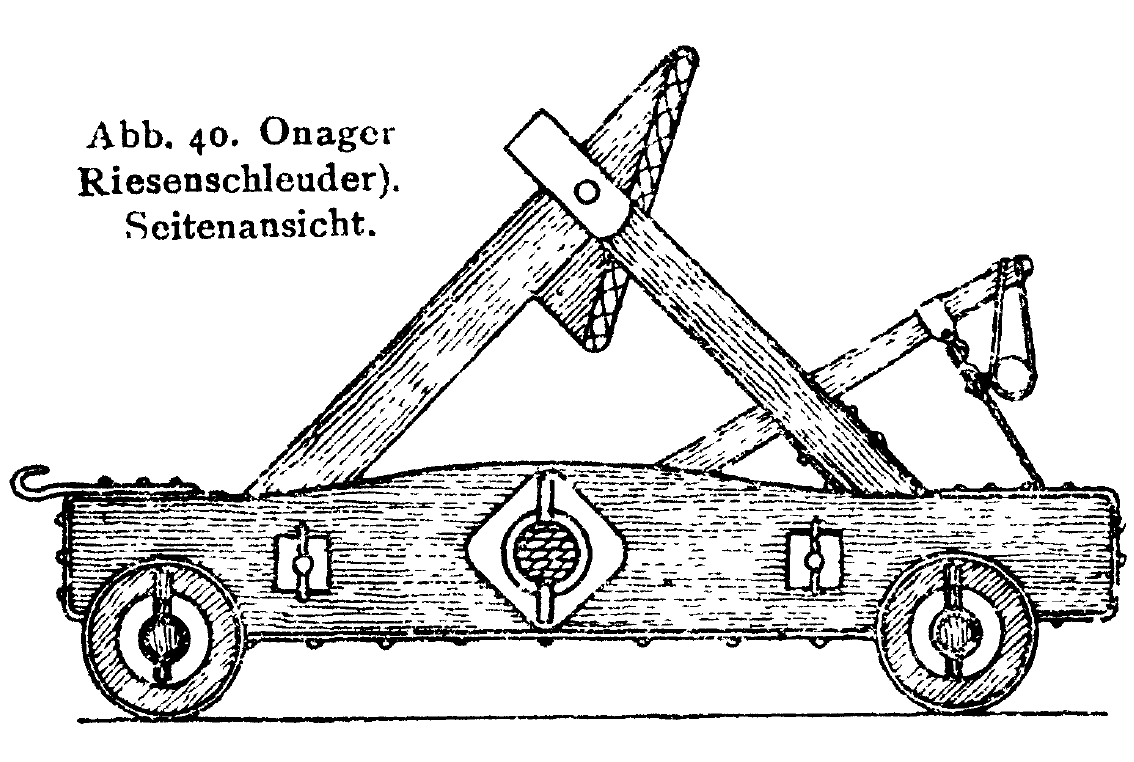
Onager volgens Schramm.

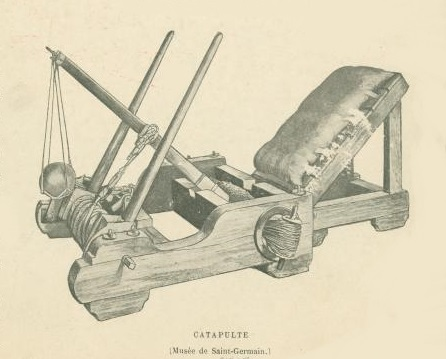
Onager volgens Verchère de Reffye.

De onager behoort tot het torsiegeschut. Er zijn twee soorten torsiewapens; eenarmig krombaangeschut zoals de onager en tweearmig vlakbaangeschut zoals de ballista. Bij eenarmige machines wordt de kracht voor de ballistische worp van de torsieveer door een werparm op het projectiel overgebracht. Als munitie voor dit type geschut worden stenen, metalen kogels of brandmiddelen gebruikt. De projectielen volgen een kromme ballistische baan, waardoor het geschut over hindernissen heen kan schieten.
De torsieveer in de onager bestaan uit windingen van pezen. De houten werparm wordt door de peeswindingen gestoken en als de arm dan naar onderen wordt getrokken brengt het torsiemoment van de getordeerde pezen de katapultarm op spanning. De pezenbundels bestonden meestal uit dierenpezen, maar ook het gebruik van darmen of paarden- en vrouwenharen kwam voor. Met torsieveren uit dierenpezen werd het beste resultaat gehaald en dit was dan ook de eerste keuze, maar het bewerken van pezen tot pezentouw is niet eenvoudig, waardoor ook andere materialen werden gebruikt. De uiteindelijke torsieveer werd in olie gedrenkt om te voorkomen dat deze uitdroogde of rafelde. Door deze behandeling bleven de pezen bovendien bij elkaar en werden ze vochtbestendig.
De grootste Romeinse onagers waren 6,5 bij 2,5 meter, met een slingerarm van bijna 4 meter lang. Deze zware katapulten hadden een torsieveer met een diameter van 60 cm en konden een steen van 25 kilogram meer dan 350 meter wegslingeren. Een kleinere onager met een torsieveer van 20 cm woog 2 ton en kon een steen van 4 kilogram tot 450 meter wegslingeren.
De onager bestaat uit een groot horizontaal eiken- of azijnhouten raamwerk dat op de grond wordt gezet, met aan de voorkant mogelijk een verticaal raamwerk van solide hout met een stootkussen met fijn haksel erin om de arm op te vangen. Vrijwel alle hedendaagse reconstructies zijn gebaseerd op de beschrijvingen van Ralph Payne-Gallwey of Erwin Schramm en hebben dit verticale stootblok. Een dergelijk blok zorgt er echter voor dat de slingerarm een grote klap krijgt, waardoor deze zelfs kan breken. Volgens Ammianus lag dit stootkussen voor de onager op een berg graszoden of een stapel bakstenen. Dit lijkt logischer omdat de slingerarm dan verder naar voren kan slaan en met minder kracht tegen het stootkussen slaat. De Franse generaal Verchère de Reffye droeg deze vorm van de onager, met een los stootblok voor de katapult, al in de 19e eeuw aan. Een dergelijke constructie maakt de katapult bovendien lichter, waardoor deze makkelijker te verplaatsen is.
De onager heeft soms houten wielen, waardoor deze makkelijk te vervoeren is, maar deze moeten voor gebruik verwijderd worden. Aan de voorkant van het bodem-raamwerk bevindt zich de torsieveer van pezenwindingen met daarin de slingerarm. Aan het eind van deze arm bevindt zich meestal een slinger waarmee projectielen worden afgeschoten. Een lepel in plaats van een slinger komt ook voor, maar is veel minder effectief omdat een slinger het slingereffect van de werparm versterkt. Met een slinger wordt het bereik met zeker een derde vergroot.
Om het wapen af te vuren wordt de arm middels een windas die achter in het bodemraamwerk zit naar beneden getrokken en daarna losgelaten, waardoor deze met veel geweld naar voren slaat. In tegenstelling tot de flexibeler in te zetten ballista's werden de zware onagers vrijwel nooit in veldslagen gebruikt, maar wel bij belegeringen  en als verdedigingswapen in Romeinse verdedigingswerken als winterkampen, castella en castra. De onager is in vrijwel dezelfde vorm tot diep in de middeleeuwen in gebruik geweest; in 1385 werd hertog Albrecht von Sachsen-Wittenberg tijdens de belegering van burcht Ricklingen bij Garbsen gedood door een van een onager afkomstige steen, waaraan een moordkruis aldaar nog herinnert.

## Etymologie
Het Latijnse woord onager is afgeleid van het Oudgriekse ὄναγρος, ónagros "wilde ezel", een samenstelling van de woorden ὄνος, ónos "ezel" en ἄγριος, ágrios "wild".
Vroegere benamingen voor de onager zijn  tormentum en scorpio. Tormentum komt van torquere "draaien", van Proto-Indo-Europees terk "draaien" en verwijst naar de torsieveer waaruit de katapult zijn kracht haalt. Scorpio komt van scorpio "schorpioen" en de katapult kreeg deze naam omdat machine met naar boven staande slingerarm met aan het uiteinde de pin waar de slinger overheenschuift wel wat op een schorpioen in dreighouding lijkt. Rond het jaar 200 maakte Tertullianus deze vergelijking al.
De onager wordt ook wel lithobolos (Grieks: λιθοβόλος) of petrobolos (πετροβόλος) genoemd, maar dat is een algemene term voor steenwerpende katapulten; hiermee kan ook een oxybeles, palintone, ballista of slingerarmkatapult worden aangeduid. De in de middeleeuwen veel gebruikte lepelblijde wordt soms ook onager genoemd, maar feitelijk is dit niet correct. De lepelblijde is een boogwapen dat behoort tot het spangeschut. De lepelblijde maakt bovendien gebruik van een lepelvormige houder om projectielen weg te schieten in plaats van de slinger die de onager meestal heeft. Een andere foutieve benaming voor de onager is mangonel of het verouderde Middelnederlandse mangeneel; deze voorloper van de trebuchet behoort tot de slingerarmkatapulten.

Afbeeldingen van onagers
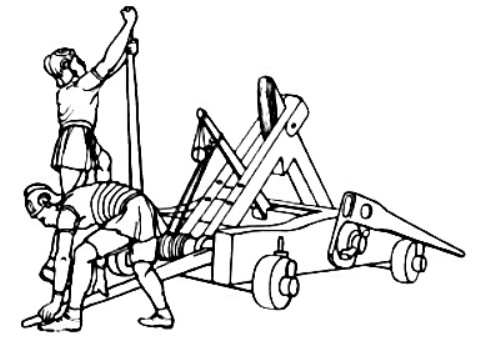
In Hermann Diels' Antike Technik V: Die antike Artillerie.
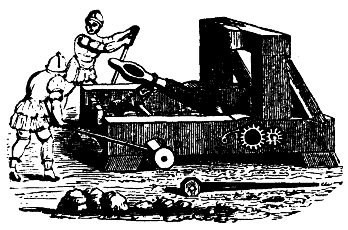
In het Nordisk familjebok.
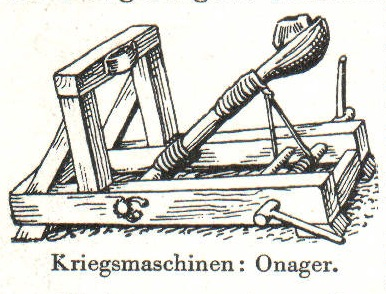
In Meyers Blitz-Lexikon.